# جيرزي ميلر
جيرزي ميلر (بالبولندية: Jerzy Miller)‏ هو سياسي بولندي، ولد في 7 يونيو 1952 في كراكوف في بولندا. حزبياً، نشط في حزب المنصة المدنية. وقد انتخب وزير الداخلية والإدارة ‏ (14 أكتوبر 2009 – 18 نوفمبر 2011).